# 都立機械工業専門学校 (旧制)
| 都立機械工業専門学校 （都立機械工専） | 都立機械工業専門学校 （都立機械工専） |
| ------------------------------------- | ------------------------------------- |
| 創立                                  | 1944年                                |
| 所在地                                | 東京都小金井町 （現 東京都小金井市）  |
| 初代校長                              | 木戸潔                                |
| 廃止                                  | 1951年                                |
| 後身校                                | 東京都立大学 （現 首都大学東京）      |
| 同窓会                                | 都立機械工業専門学校 同窓会           |

都立機械工業専門学校 （とりつきかいこうぎょうせんもんがっこう） は、1944年 （昭和19年） に設立された旧制専門学校。略称は都立機械工専。創立時の名称は都立機械高等工業学校。

## 概要
- 第二次世界大戦下における工業技術者確保のために、国策に合わせて増設された高等工業学校の一つ。
- 本科 （修業年限3年） に機械科を設置した。
- 創立後まもなく都立機械工業専門学校に改称された。
- 新制東京都立大学 (1949-2011)工学部 （現 首都大学東京） の前身である。
- 同窓会は 「都立機械工業専門学校同窓会」 と称する。

## 沿革
- 1944年3月1日： 専門学校令により都立機械高等工業学校設立認可。
  - 既存の工業学校 （東京都立機械工業学校、現 東京都立小金井工業高等学校） に併設された。
- 1944年4月1日： 都立機械工業専門学校と改称、開校。
  - 本科 （修業年限3年） に機械科を設置。
- 1944年4月24日： 第1回入学式。
- 1947年3月： 第1回卒業式。
- 1949年4月： 新制東京都立大学発足。
  - 都立機械工専は工学部の母体の一部となった。
- 1951年3月： 旧制都立機械工業専門学校廃止。

## 校地
東京都北多摩郡小金井町1685番地 （現 東京都小金井市本町） の東京都立機械工業学校 （現 東京都立小金井工業高等学校）に併設され、廃止まで同地を使用した。

## 歴代校長
- 校長事務取扱： 山田友吉郎 （1944年3月 - 1945年2月）　* 東京都立機械工業学校校長

- 初代： 木戸潔 （1945年2月 - 1951年3月）　* 前 横浜工業専門学校教授

## 関連書籍
- 東京都立大学事務局企画調整課（編）　『東京都立大学五十年史』　2000年3月。